# Allgeier SE

Historisches Logo

Die Allgeier SE ist die Führungsholding einer internationalen Technologie-Gruppe im Bereich IT- und Software-Services. Ihr Hauptsitz ist in München.
Schwerpunkte der Geschäftstätigkeit bilden Software- und IT-Services sowie Systemintegration, darunter vor allem Dienstleistungen zu betriebswirtschaftlichen Standardlösungen von Microsoft, SAP, IBM und Oracle bei Kundenunternehmen des Allgeier-Bereichs „Enterprise IT“.

## Geschichte
Im Jahr 1977 gründeten Robert Allgeier sen. und die B-O-G Bremen Büro-Organisation-GmbH die Allgeier Computer GmbH mit Sitz in Bremen. In den 1980er Jahren folgte die Gründung von Tochtergesellschaften in den Niederlanden, Belgien, Frankreich, Großbritannien sowie den Vereinigten Staaten.
Am 19. Mai 1998 firmierte die bisherige GmbH zur Allgeier Computer AG um. Im November 1999 übernahm Allgeier den Bremer Softwareentwickler für E-Commerce-Lösungen axol IT Kommunikations-Gesellschaft mbH. Mit Wirkung zum 16. Dezember desselben Jahres verschmolz die Gründungsgesellschaft und alleinige Aktionärin B-O-G Bremen Büro-Organisation-GmbH auf die Allgeier Computer AG. Die bis dahin von der Gesellschaft gehaltenen Aktienanteile gingen auf den Gründer Robert Allgeier sen. über.
Am 11. Juli 2000 folgte der Börsengang der Allgeier Computer AG. 2002 wurde der Geschäftssitz nach München verlegt und das Unternehmen 2003 in die Allgeier Holding AG umbenannt. Mit dem Verkauf des Geschäftsfeldes Basistechnologie 2006 war die seit 2002 laufende strategische Neuausrichtung des Unternehmens auf die Kernbereiche IT- und Personalservices abgeschlossen. 2008 erwarb Allgeier den IT- und Personal-Services Spezialisten Ixtra AG und übernahm den IT-Dienstleister Next GmbH. 2009 folgte die Übernahme des IT-Beraters Didas AG mit Sitz in München sowie Teile der insolventen Comparex Services GmbH und der systems + services GmbH (SSG)n, gefolgt von dem Erwerb der Mehrheit an der Schweizerischen BSR & Partner AG (IT-Solutions) im April 2010.
Nach Beschlussfassung der Hauptversammlung vom 21. Juni 2011 und mit Wirkung zum 3. Mai 2012 wurde das Unternehmen in eine Europäische Gesellschaft (SE) umgewandelt und firmiert seitdem als Allgeier SE.
2011 übernahm Allgeier den Softwareentwickler Nagarro sowie den IT-Lösungsanbieter Gemed Gesellschaft für medizinisches Datenmanagement mbH. Im Februar 2012 folgte der Mehrheitserwerb an der Skytec AG, einen Anbieter von IT-Dienstleistungen für den Bereich Automotive.
Im Mai 2012 übernahm Allgeier die b+m Informatik AG und im August die tecops personal GmbH. Danach wurden die Units „TOPjects“, „Softcon“ und „Xiopia“ in die Division „Allgeier Services“ integriert. Allgeier erwarb im Januar 2014 das Automotive-Softwareunternehmen WK EDV sowie die Mehrheit am Düsseldorfer IT-Dienstleister innocate solutions und im Februar das österreichische IT-Beratungsunternehmen Hexa Business Services mit Sitz in Wien. Anschließend wurde die Didas Business Services GmbH (IT-Dienstleistungen) an die Cancom SE verkauft. 2015 folgte die Beteiligung an dem Recruiting-Softwareunternehmen Talentry GmbH mit Sitz in München, der Erwerb der Mehrheit am Personalberater SearchConsult GmbH mit Sitz in Düsseldorf sowie die Übernahme des deutschen IT-Personal- und Projektdienstleisters networker Projektberatung GmbH. Ende 2015 veräußerte das Unternehmen die Tochtergesellschaften terna und b+m Informatik AG. 2016 gab die Gesellschaft den Erwerb der Softwareentwicklungsunternehmen Conduct AS mit Sitz in Oslo und Mokriya Inc. aus dem kalifornischen Cupertino bekannt.
Im Februar 2017 meldete Allgeier den Erwerb mehrerer europäischer Tochtergesellschaften des US-amerikanischen IT-Beratungsunternehmens Ciber Inc. In diesem Zuge übernahm Allgeier die deutschen SAP-Beratungsunternehmen Ciber AG mit Sitz in Heidelberg und Ciber Managed Services GmbH mit Sitz in Freiburg sowie die Ciber France SAS mit Sitz in Entzheim, Frankreich, und wesentliche Teile des operativen Geschäftes des dänischen Tochterunternehmens Ciber Danmark A/S mit Sitz in Brøndby.
Am 8. Juni 2018 meldete Allgeier den Erwerb der Objectiva Software Solutions, Inc. (San Diego, USA). Objectiva ist auf Softwareentwicklungslösungen und plattformübergreifende Technologieimplementierung, insbesondere im Bereich E-Commerce und Content, spezialisiert. Das Unternehmen verfügt laut der Veröffentlichung von Allgeier über eine exzellente Kundenbasis am US-amerikanischen Markt, vom durch Private Equity finanzierten unabhängigen Softwarehersteller bis zu Fortune-100-Unternehmen. Objectiva verfügt neben den US-Standorten in San Diego und Seattle über ein zusätzliches Vertriebsnetzwerk in den Großräumen Chicago, Denver, Indianapolis und Boston. Zusätzlich verfügt Objectiva über zwei chinesische Softwareentwicklungszentren in Beijing und Xi’an mit rund 450 hochqualifizierten Entwicklern.
Im August 2018 übernahm Allgeier rund 67 % des international tätigen Softwareentwicklungsunternehmen iQuest. iQuest ist ein internationales Softwareunternehmen mit rund 700 hochqualifizierten Mitarbeitern, die in den Entwicklungszentren in Cluj, Bukarest, Sibiu, Brasov und Craiova in Rumänien sowie an den weiteren Standorten in Deutschland, der Schweiz und Polen tätig sind.
Am 12. September 2019 erklärte die Gruppe, dass sie das Ziel der Ausgliederung des Personaldienstleistungsbereichs nicht weiter verfolge. Stattdessen werde eine Verselbständigung der Technologie-Sparte angestrebt, in der das globale Softwareentwicklungsgeschäft gebündelt ist.
Am 15. Dezember 2020 erfolgte die vollständige Ausgliederung des in der Nagarro SE gebündelten globalen Softwareentwicklungsgeschäfts, das seither als eigenständiges Unternehmen operiert und an der Börse notiert ist.

## Unternehmen
Die Gruppe ist mit etwa fünfzig Niederlassungen im deutschsprachigen Raum sowie in Frankreich, Spanien, Portugal, Polen, der Tschechischen Republik, Indien, Vietnam und den USA vertreten.
Die Aktien werden an der Börse Frankfurt im Index CDAX geführt.
Die Unternehmensgruppe Allgeier SE gliedert sich in mehrere Unternehmensbereiche mit vor allem folgenden Einzelunternehmen (Stand: Mai 2023):

### Unternehmensbereich „Enterprise IT“
- Allgeier Public SE
- Allgeier Enterprise Services SE (vormals Allgeier Experts SE)
- Allgeier IT GmbH
- Allgeier IT Projects GmbH
- Allgeier IT Business GmbH
- Allgeier IT Services GmbH
- Allgeier Engineering GmbH
- publicplan GmbH
- Allgeier Enterprise Services AG
- Allgeier Inovar GmbH
- Allgeier (Schweiz) AG
- Allgeier CyRis GmbH
- Allgeier Secion GmbH
- Allgeier Experts GmbH
- Allgeier Experts Consulting GmbH
- U.N.P. – Software GmbH
- U.N.P. – HRSolutions GmbH
- Evora IT Solutions Group GmbH
- SDX AG

### Unternehmensbereich „mgm technology partners“
- mgm technology partners GmbH
- mgm consulting partners GmbH
- mgm security partners GmbH
- mgm technology partners Schweiz AG
- mgm technology partners Vietnam Co. Ltd.
- mgm technology partners USA Corp.
- mgm technology partners eurl
- mgm technology partners s.r.o.